# Primula cusickiana
Primula cusickiana là một loài thực vật có hoa trong họ Anh thảo. Loài này được (A. Gray) A. Gray miêu tả khoa học đầu tiên năm 1886.